# Eduard Lindner
Eduard Lindner (* 15. März 1875 in Gams bei Hieflau; † 16. Juni 1947) war ein österreichischer Politiker (SDAP) und Eisenbahner. Lindner war von 1921 bis 1932 Abgeordneter zum Landtag von Niederösterreich.

## Leben
Lindner absolvierte eine Schlosserlehre und war in der Folge als Eisenbahner beschäftigt, wobei er in Krems an der Donau ansässig war.

## Politik
Lindner engagierte sich bereits als junger Schlossergeselle im katholischen Gesellenverein und wurde später Landesobmann des Bundes der Freidenker. Zudem war er als Gewerkschaftsfunktionär aktiv und wurde zum Obmann der Sozialdemokratischen Arbeiterpartei in Krems gewählt. Er gehörte ab 1929 dem Gemeinderat von Krems an und vertrat die SDAP bereits zwischen dem 20. Mai 1919 und dem 11. Mai 1921 dem Niederösterreichischen Landtag an, wobei er im Zuge der Abspaltung Wiens ab dem 10. November 1920 der Kurie Niederösterreich Land angehörte. In der Folge gehörte Lindner zwischen dem 11. Mai 1921 und dem 21. Mai 1932 dem regulären Niederösterreichischen Landtag an. 1934 wurde Lindner pensioniert.